# Chanique Rabe
Chanique Rabe (sinh ngày 17 tháng 3 năm 1997) là một người mẫu và hoa hậu Namibia, cô đã đăng quang Hoa hậu Siêu quốc gia 2021 và là đại diện đầu tiên của Namibia giành chiến thắng. Trước đó cô đã từng đăng quang Miss Teen Continent 2015 và Miss Supranational Namibia 2020.

## Tiểu sử
Rabe sinh ra và lớn lên ở Windhoek, cô tham gia đại học Windhoek Afrikaanse Privaatskool và từng giữ danh hiệu Hoa hậu Windhoek Afrikaanse Privaatskool từ năm 2003 đến năm 2015. Sau khi chiến thắng Miss Teen Namibia 2014, cô đã đại diện cho Namibia tại Miss Teen Continent 2015 ở Texas và đã giành chiến thắng. Cô cũng là Gương mặt của Nữ hoàng Spark 2015.
Sau khi tốt nghiệp trường học thời trang, Rabe thành lập nhãn hiệu thời trang cá nhân mang tên Chanique Designs. Với chuyên môn của mình, kể từ khi bắt đầu xảy ra đại dịch COVID-19, cô cũng đã dạy kỹ năng may vá cho những người trẻ kém may mắn thông qua Mending Project.

## Các cuộc thi sắc đẹp

### Hoa hậu Tuổi Teen Namibia 2014
Rabe bắt đầu cuộc thi hoa hậu của mình và giành được danh hiệu Hoa hậu Tuổi Teen Namibia 2014.

### Hoa hậu Tuổi Teen Lục địa 2015
Rabe đại diện cho Namibia và đăng quang Hoa hậu Tuổi Teen Lục địa 2015.

### Hoa hậu Siêu quốc gia Namibia 2020
Rabe tham gia Hoa hậu Siêu quốc gia Namibia 2020 vào ngày 14 tháng 11 năm 2020 và tham gia vào cuộc thi này, vượt qua các thí sinh khác, cô đã đăng quang ngôi vị cao nhất tại Droombos, Windhoek.

### Hoa hậu Siêu quốc gia 2021
Với tư cách là Hoa hậu Siêu quốc gia Namibia, Rabe là đại diện cho Namibia tại cuộc thi Hoa hậu Siêu quốc gia 2021 vào ngày 21 tháng 8 năm 2021 tại Małopolskie, Ba Lan. Vào cuối đêm chung kết, cô đã xuất sắc vượt qua 57 thí sinh và đăng quang Hoa hậu Siêu quốc gia 2021.

## Đời tư
Vào ngày 23 tháng 9 năm 2023, Chanique kết hôn với bạn trai lâu năm của cô là Kyle Honeyborne.